# Hawker Siddeley HS.125
Die Hawker Siddeley HS.125 (entwickelt als de Havilland DH.125, später als British Aerospace 125 und Raytheon Hawker 800/1000 vermarktet) ist ein zweistrahliger Mehrzweckjet des britischen Herstellers Hawker Siddeley. Die HS.125 ist ein Tiefdecker und in zahlreichen Versionen bis heute weit verbreitet. Bei de Havilland trug die Maschine, in Anlehnung an die erfolgreichen Doppeldecker Dragon und Dragon Rapide, auch kurzzeitig den Beinamen Jet Dragon.

## Geschichte
De Havilland entwickelte die DH.125 als Nachfolgemuster der Dove, die nach dem Zweiten Weltkrieg mit über 500 gebauten Exemplaren erfolgreich auch als Geschäftsreiseflugzeug vermarktet werden konnte. Im März 1961 fasste de Havilland den Entschluss zum Bau einer Jet-Dove und investierte aus eigenen Mitteln vier Millionen Pfund-Sterling für die Entwicklung und den Bau zweier Prototypen. Als wichtige Randbedingungen sah das Unternehmen gutmütige Flugeigenschaften, einfache Handhabung und Wartung und einen konventionellen Aufbau, aber mit allen Vorzügen eines Miniatur-Jetliners, an. Außerdem sollte die neue Maschine von den gleichen Plätzen aus operieren können, die auch für die Dove ausreichten, was Grasplätze mit einschloss.
Sechzehn Monate später war der erste Prototyp der DH.125 fertig und startete mit dem britischen Kennzeichen G-ARYA am 13. August 1962 zum ersten Mal. 1963 wurde die Firma von Hawker Siddeley übernommen worden, sodass die Produktion in Broughton unter der Bezeichnung HS.125 begonnen wurde und die ersten Maschinen 1964 ausgeliefert werden konnten. Nach der Flugerprobung wurden die Flügel geringfügig verlängert und in den Serienflugzeuge stärkere Triebwerke verbaut; die Prototypen wurden von zwei Viper 20 angetrieben mit jeweils 3.000 Pfund Schub, in der Serienproduktion wurden dann 3.600 Pfund starke Viper 520/522-Triebwerke verwendet. Zwei Prototypen sind erhalten geblieben, G-ARYB und G-ARYC.
Nachdem Hawker Siddeley wiederum 1977 in den Flugzeughersteller British Aerospace integriert worden war, wurde das Flugzeug unter der Bezeichnung BAe 125 weitergebaut. In den 1990er Jahren wurden zwei Versionen produziert, 125-800 und 125-1000, letztere verwendete das Pratt & Whitney Canada PW300 als Antrieb.
1993 wurde die Produktion an Raytheon verkauft und die Bezeichnung der Maschinen in Hawker 800 und Hawker 1000 geändert. Im April 1998 wurde das tausendste Exemplar verkauft. Als Antrieb wurde nunmehr das Honeywell TFE731 angeboten. Im Juli 1995 wurde eine verbesserte Version, als Hawker 800XP bezeichnet angeboten, das Honeywell-Triebwerk leistet in dieser Version 4.660 Pfund Schub. Schubumkehr wurde mit dieser Version ebenfalls Standard, zudem verringerten sich die Mindestgeschwindigkeiten durch aerodynamische Anpassungen, was Start- und Landestrecken verkürzt.
Da sie auch nach den zahlreichen Übernahmen stets weitergebaut wurde, gehört sie zu den am längsten in Produktion befindlichen Geschäftsreiseflugzeugen der Welt.

## Konstruktion
Um den bei Entwicklungsbeginn angestrebten Preis von 1,6 Mio. DM in der Standardausführung erreichen zu können, musste die Flugzeugzelle konstruktiv möglichst einfach ausgelegt werden. Der Rumpf ist vom Cockpit bis zum Ende der Passagierkabine zylindrisch ausgebildet. Die einteilige Tragfläche wird unter dem Rumpf mit vier Beschlägen angeschlossen, wodurch ein kompletter Tausch in kurzer Zeit durchgeführt werden kann, und an keiner Stelle der Druckkabine ein Holmdurchtritt nötig ist. Diese konsequente Trennung von Rumpf und Tragflächen erlaubt außerdem die durchgehend optimale Nutzung der lichten Weite und Höhe der Kabine. Der Passagierbereich hat eine lichte Höhe von 1,75 m, eine Länge von 6 m und eine Breite von 1,80 m. Die Kabel und Stoßstangen zu den Landeklappen und Querrudern verlaufen außerhalb der Rumpfschale und werden durch eine kielartige Verkleidung abgedeckt.

## Nutzung
Von der Hawker Siddeley HS.125 bzw. BAe 125 existieren zahlreiche unterschiedliche Varianten. Sie wird im zivilen Bereich bis heute als Geschäftsreise- und Schulflugzeug, im militärischen als Sanitäts-, Fortgeschrittenenschul- und VIP-Transportflugzeug eingesetzt.

### Royal Air Force
Bei der Royal Air Force trugen die Maschinen, allesamt aus der Series 2, den Namen Dominie T1 bzw. T2 („T“ um die Verwendung als Trainer anzuzeigen) und dienten bis zum Januar 2011 vor allem der Ausbildung von Waffensystemoffizieren und Sensorbediener der British-Aerospace-Nimrod-Aufklärungsflugzeuge. Die Flotte bestand anfangs aus 22 Exemplaren der zweiten Bauserie, von denen die erste mit dem Kennzeichen XS709 das erste Mal am 30. Dezember 1964 flog. Vier Maschinen, als HS.125 CC1/CC2/CC3 bezeichnet und mit den Kennzeichen XW788 bis XW791, wurden im April und Mai 1971 an die No. 32 (The Royal) Squadron ausgeliefert, die von RAF Northolt bei London aus VVIP-Flüge für die britische Regierung und das britische Königshaus durchführt. Die hier eingesetzten HS.125 wurden 2015 ausgemustert.

### United States Air Force
Fünf als Kalibrierflugzeug für Flugnavigationsanlagen (z. B. Drehfunkfeuer) im Ausland eingesetzte Exemplare der United States Air Force wurden als C-29 bezeichnet. Die Verantwortung für diese als C-FIN (Combat Flight Inspection and Navigation) bezeichnete Aufgabe wurde zusammen mit den fünf Flugzeugen im März 1991 an die Federal Aviation Administration (FAA) übergeben, die die Flugvermessung an den zivilen Flughäfen in den USA mit eigenen Flugzeugen durchführte; die HS.125-Flotte wurde ab 2005 nach und nach durch Bombardier Challenger 604 ersetzt.

### Luftselbstverteidigungsstreitkräfte
Die japanischen Luftselbstverteidigungsstreitkräfte haben unter der Bezeichnung U-125 Maschinen in Iruma zur Flugvermessung stationiert.

### Brasilianische Luftstreitkräfte
In Brasilien wurde die HS.125 ab 1968 als VIP-Transportflugzeug eingesetzt. Fünf Flugzeuge der Series 3B wurden dazu bei der Grupo de Transporte Especial von der Hauptstadt Brasília aus eingesetzt. 1970 kam Flugvermessung als weitere Aufgabe auf die Gruppe zu. Zwei Maschinen gingen im Laufe der Zeit verloren und wurden in den 1990ern unter anderem durch vier Hawker 800XP ersetzt. Eine weitere Maschine wurde Mitte der 2000er Jahre durch eine Embraer ERJ-145 ersetzt.

### Weitere militärische Nutzer

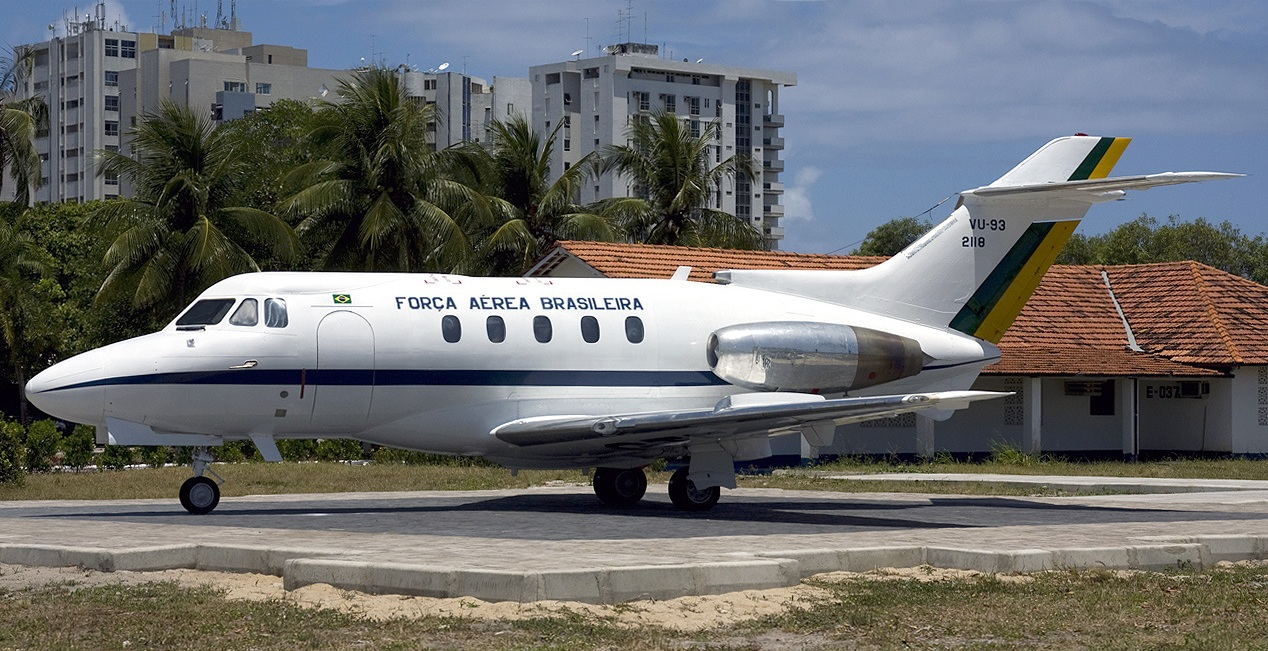
HS.125-400A der Brasilianischen Luftwaffe

- Argentinien – Marine: 1 × für VIP-Transporte
- Biafra: 1[10]
- Botswana – Luftstreitkräfte
- Ghana – Luftstreitkräfte
- Irland – Air Corps
- Malawi
- Malaysia – Luftstreitkräfte
- Nigeria – Luftstreitkräfte
- Nicaragua – Luftstreitkräfte
- Saudi-Arabien – Luftstreitkräfte
- Südafrika – Luftstreitkräfte

## Technische Daten
| Kenngröße                 | Daten Prototypen                            | HS.125 Srs.3B                                | HS.125-600                                      | BAe 125-800                                     | BAe 125-1000                                             |
| ------------------------- | ------------------------------------------- | -------------------------------------------- | ----------------------------------------------- | ----------------------------------------------- | -------------------------------------------------------- |
| Besatzung                 | 2                                           | 2                                            | 2                                               | 2                                               | 2                                                        |
| Passagiere                | 6                                           | 6                                            | 8                                               | 8 bis 14                                        | 8 bis 15                                                 |
| Länge                     | 13,26                                       | 14,45 m                                      | 15,39 m                                         | 15,60 m                                         | 16,42 m                                                  |
| Spannweite                | 13,42 m                                     | 14,33 m                                      | 14,33 m                                         | 15,66 m                                         | 15,66 m                                                  |
| Höhe                      | 4,27 m                                      | 5,03 m                                       | 5,26 m                                          | 5,36 m                                          | 5,21 m                                                   |
| Flügelfläche              | 31,77 m²                                    | 32,79 m²                                     | 32,79 m²                                        | 34,75 m²                                        | 34,75 m²                                                 |
| Flügelstreckung           | 5,7                                         | 6,3                                          | 6,3                                             | 7,1                                             | 7,1                                                      |
| Startmasse                | 8.626 kg                                    | 10.342 kg                                    | 11.340 kg                                       | 12.430 kg                                       | 14.060 kg                                                |
| max. Reisegeschwindigkeit |                                             | 818 km/h                                     | 834 km/h                                        | 845 km/h                                        | 867 km/h                                                 |
| Reichweite                |                                             |                                              | 2870 km mit 1070 kg Nutzlast                    | 5218 km mit max. Zuladung                       | 6375 km mit max. Zuladung                                |
| Triebwerke                | 2×Bristol Siddeley Viper 20 mit je 13,35 kN | 2×Bristol Siddeley Viper 522 mit je 14,96 kN | 2×Rolls-Royce Bristol Viper 601 mit je 16,69 kN | 2×Honeywell TFE731-5R-Turbofans mit je 19,13 kN | 2×Pratt & Whitney Canada PW305 Turbofans mit je 23,13 kN |

## Zwischenfälle
- Während eines Formationsfluges in Südafrika kollidierten am 26. Mai 1971 drei HS.125 (Kennzeichen 01, 02, 03) der südafrikanischen Luftstreitkräfte mit dem Devil’s Peak, einem Berg des Tafelberg-Massivs nahe Kapstadt. Die drei Piloten der Maschinen kamen dabei ums Leben.[15][16][17]

- Am 16. März 1991 ereignete sich etwa 15 Kilometer von San Diego, Kalifornien entfernt ein Unfall mit einer BAe 125-400. Die als N831LC registrierte Maschine der Series 1A war auf dem San Diego-Brown Field Municipal Airport mit dem Ziel Amarillo, Texas, unter Sichtflugregeln gestartet und erbat beim zuständigen Fluglotsen eine Freigabe nach Instrumentenflugregeln. Während diese Freigabe koordiniert wurde, musste die Maschine aufgrund der Luftraumstruktur eine Höhe von 3.300 Fuß beibehalten und kollidierte um 01:43 Uhr Ortszeit mit dem Otay Mountain. Keine der 10 Personen an Bord überlebte den Aufprall. Ursächlich war neben dem fehlenden Situationsbewusstsein des Piloten in Bezug auf seine Position und die umliegenden Hindernisse unter anderem eine fehlerhafte Kommunikation mit dem Mitarbeiter der Flugsicherung, mit dem der Pilot den Flugplan aufgegeben hatte und die Tatsache, dass der Flugplan beim Start der Maschine abgelaufen war und er somit nicht direkt eine Freigabe für den weiteren Steigflug erhalten konnte.[18]